# Nadżi al-Makki
Nadżi al-Makki, Naji El-Mekki (arab. ناجي المكي; ur. 25 grudnia 1934, Al-Dżadida) – marokański strzelec i pięcioboista nowoczesny, olimpijczyk.
Uczestniczył w Letnich Igrzyskach Olimpijskich 1960 w Rzymie. Wystartował w dwóch konkurencjach strzeleckich oraz w zmaganiach pięcioboju nowoczesnego. Najwyższe miejsce zajął w jednej z konkurencji strzeleckich, w której był 54. W drugiej z nich odpadł w kwalifikacjach, a w pięcioboju nie ukończył pierwszej konkurencji (jazdy konnej), przez co został niesklasyfikowany.

## Wyniki olimpijskie (strzelectwo)
| Igrzyska | Konkurencja                   | Wynik                                         | Miejsce    | Źródło |
| -------- | ----------------------------- | --------------------------------------------- | ---------- | ------ |
| IO 1960  | Pistolet szybkostrzelny, 25 m | 501 punktów (245-256)                         | 54 (na 57) | [ 1 ]  |
| IO 1960  | Pistolet dowolny, 50 m        | Kwalifikacje – 247 punktów (47-65-63-72) – NQ | 66 (na 67) | [ 3 ]  |